# Dolomedes toldo
Dolomedes toldo är en spindelart som beskrevs av Alayón 2003. Dolomedes toldo ingår i släktet Dolomedes och familjen vårdnätsspindlar.
Artens utbredningsområde är Kuba. Inga underarter finns listade i Catalogue of Life.